# بوب ليلي (لاعب كرة قدم)
بوب ليلي (بالإنجليزية: Bob Lilley)‏ هو مدرب كرة قدم ولاعب كرة قدم أمريكي في مركز الوسط، ولد في 2 مايو 1966 في Fort Monmouth ‏ في الولايات المتحدة. لعب مع Harrisburg Heat (1991–2003) ‏.